# Третјаковска галерија
Третјаковска галерија (рус. Третьяковская Галерея) је музеј ликовне уметности у Москви, једна од највећих уметничко-просветних установа у Русији. Основана је 1854. 

## О Галерији
Названа је по колекционарима, браћи Павлу Михајловичу и Сергеју Михајловичу Третјакову, који су своје збирке слика 1892. поклонили Москви. Након национализације 1918. ушле су у склоп галерије и збирке уметничких дела различитих музеја и приватних сакупљача. Фонд галерије (преко 45.000) - слике, графике и скулптуре руске и совјетске уметности - откупима се стално повећава. Нарочито су богате збирке икона (11—17. век), те збирке руског сликарства од средине 18. до почетка 20. века. У склопу галерије - која уз научну делатност, интензивно популаризује ликовну уметност - налазе се богата библиотека, фототека, архив и рестаураторска радионица.